# 日韓友情年
日韓友情年（にっかんゆうじょうねん）とは2003年6月の盧武鉉韓国大統領訪日時、小泉首相と盧大統領の日韓両首脳による「日韓首脳共同宣言」に基づいて日韓国交正常化40周年を記念して2005年を日韓友情年2005と定めた。

## 概要
実務的には日本の外務省と韓国の外交通商部が担当する。日本側の正式名称は「日韓友情年2005〜進もう未来へ、一緒に世界へ〜」。韓国側では「韓日友情の年・・・」となる。
日韓両国では実行委員会（実行委員長は平山郁夫）を設け、政治経済関係者や学者文化人などを委員として任命している。韓国側には「冬のソナタ」で一躍有名になったチェ・ジウが入っているが、委員会での活動は殆どない様子である。（女優木村佳乃は日韓友情年の関係ではなく、国土交通省による日韓共同訪問年の日本側の広報大使である。共同訪問年の韓国側はチェ・ジウ）
1月27日ソウルで行われた日本側主催の日韓友情年オープニング行事、そして28日のソウルのオリンピックホールでのオープニングコンサート「スーパーライブインソウル」では日本のCHEMISTRYと韓国のリナ・パークが日韓友情年のテーマソング「Dance with me(Korea/Japan Version)」を一緒に歌った。この曲は2月に日本CHEMISTRYのシングルとして発売したが、韓国側での発売については今のところ言及はない。
しかしながら、10月17日に音楽プロデューサー山本淑稀の呼びかけによって戦後の韓国で初の日韓28アーティストが参加した公認コンピレーション・アルバム「hearten a day Green」と「happuli a day Yellow」は４タイトルが日韓で同時に発売され、韓国内では非常に話題になった。
2005年が日本が大韓帝国を保護国化してから100周年、朝鮮半島での日本の統治が終了してから60周年という節目の年となる為、韓国の一部からは批判の声もある。これを象徴するかのように竹島問題をめぐる韓国の反発は、2月28日韓国国会の文化観光委員会で日韓友情年の全面再検討を促す決議案を採択するなど問題が噴出している。

### 認知度
日韓友情年の認知度は、韓国では 43％、日本では 34％であった。特に日本では39歳以下の若年層で7割弱が知らない状態であった。